# Mu Andromedae
Mu Andromedae (μ And / μ Andromedae) è una stella visibile nella costellazione di Andromeda di magnitudine 3,87. Dista 130 anni luce dal sistema solare.
Mu Andromedae venne descritta per la prima volta da John Herschel.

## Osservazione
Mu Andromedae appare come un oggetto di magnitudine pari a 3,87 ed è pertanto visibile ad occhio nudo in un cielo buio. Può essere osservata da entrambi gli emisferi terrestri, sebbene la sua declinazione settentrionale favorisca notevolmente gli osservatori dell'emisfero nord; dalle regioni boreali si presenta estremamente alta nel cielo nelle notti d'autunno, mostrandosi persino circumpolare dalle regioni più settentrionali e della fascia temperata medio-alta, come l'Europa centro-settentrionale e il Canada, mentre dall'emisfero australe resta sempre molto bassa, ad eccezione delle aree prossime all'equatore. È comunque visibile da buona parte delle aree abitate della Terra. Il periodo migliore per la sua osservazione nel cielo serale è quello compreso fra settembre e marzo; nell'emisfero boreale è uno degli oggetti più caratteristici dei cieli autunnali.
Tracciando una linea immaginaria tra la luminosa Mirach (β And) e Mu Andromedae e proseguendo verso la vicina ν Andromedae, è possibile trovare la Galassia di Andromeda.

## Caratteristiche
Mu Andromedae è una stella bianca di sequenza principale, classificata come A5 V, con una massa 2,3 volte quella del Sole e una temperatura superficiale di 8220 K. Con un'età stimata di 700 milioni di anni, la stella si trova circa a tre quarti del suo cammino nella sequenza principale; sembra sia circondata anche da un disco di detriti, che potrebbero significare la presenza di eventuali esopianeti, comunque non ancora scoperti.
Viene catalogata come stella quadrupla, con 3 deboli compagne delle quali si conoscono solamente i valori della magnitudine apparente, ovvero di 12,9 della B, 11,4 della C e 9,8 della D e della separazione angolare. Tuttavia il moto proprio delle diverse componenti nello spazio è molto diverso tra loro, il che esclude che esse siano legate gravitazionalmente ad A e siano piuttosto solo compagne ottiche